# William Clarke (triathlon)
Pour les articles homonymes, voir William Clarke et Clarke.
William Roger Clarke, né le 31 janvier 1985 à Cambridge est un triathlète professionnel anglais, vainqueur sur distance Ironman 70.3.

## Palmarès triathlon
Le tableau présente les résultats les plus significatifs (podium) obtenus sur le circuit national et international de triathlon depuis 2006,.
| Année | Compétition                              | Pays           | Position           | Temps           |
| ----- | ---------------------------------------- | -------------- | ------------------ | --------------- |
| 2019  | Ironman Brésil                           | Brésil         | Médaille d'argent  | 8 h 6 min 31 s  |
| 2019  | Ironman 70.3 Staffordshire               | Royaume-Uni    | Médaille d'argent  | 4 h 1 min 16 s  |
| 2019  | Triathlon de Gérardmer XL                | France         | Médaille d'argent  | 4 h 27 min 10 s |
| 2018  | Ironman Texas                            | États-Unis     | Médaille de bronze | 7 h 45 min 22 s |
| 2017  | Ironman Royaume-Uni                      | Royaume-Uni    | Médaille d'argent  | 8 h 47 min 3 s  |
| 2016  | Challenge Fuerteventura                  | Espagne        | Médaille d'argent  | 3 h 59 min 35 s |
| 2016  | Ironman Copenhague                       | Danemark       | Médaille d'argent  | 7 h 59 min 31 s |
| 2014  | Ironman 70.3 Lanzarote                   | Espagne        | Médaille d'or      | 4 h 4 min 16 s  |
| 2014  | Ironman 70.3 Royaume-Uni                 | Royaume-Uni    | Médaille d'or      | 4 h 18 min 7 s  |
| 2014  | Ironman 70.3 Calgary                     | Canada         | Médaille d'argent  | 3 h 44 min 19 s |
| 2014  | Ironman 70.3 Barcelone                   | Espagne        | Médaille d'argent  | 4 h 6 min 3 s   |
| 2014  | Ironman 70.3 San Juan                    | Porto Rico     | Médaille d'argent  | 3 h 54 min 28 s |
| 2014  | Ironman 70.3 Afrique du Sud              | Afrique du Sud | Médaille d'argent  | 4 h 5 min 23 s  |
| 2013  | Ironman 70.3 Lanzarote                   | Espagne        | Médaille d'argent  | 4 h 10 min 53 s |
| 2013  | Ironman 70.3 St.Croix                    | États-Unis     | Médaille d'argent  | 4 h 13 min 27 s |
| 2011  | WTS Hambourg                             | Allemagne      | Médaille d'argent  | 1 h 44 min 9 s  |
| 2009  | Londres Triathlon                        | Royaume-Uni    | Médaille d'or      | Timing          |
| 2009  | Championnats britanniques de triathlon   | Royaume-Uni    | Médaille d'or      | Timing          |
| 2008  | Championnats britanniques de triathlon   | Royaume-Uni    | Médaille d'or      | Timing          |
| 2007  | Grand Prix de triathlon - Étape d'Embrun | France         | Médaille d'or      | Timing          |
| 2006  | Championnats britanniques de triathlon   | Royaume-Uni    | Médaille d'argent  | Timing          |